# Formations des équipes spéciales en football américain
La présente page décrit les formations des équipes spéciales en football américain.

## Punt formation
Cette formation utilise :
- 5 hommes de ligne

Une Punt formation (en bleu partie supérieure) contre une formation de bloc de pun (en rouge, partie inférieure).

- 3 « upback (en)s », situés 3 yards derrière la ligne (également appelés « protecteurs ») agissant comme une seconde ligne de défense ;
- 2 wide receivers, appelés « gunners » utilisés pour arrêter le punt returner ou pour éventuellement courir avec le ballon ;
- le punter, situé 15 yards derrière la ligne d'engagement et qui réceptionne le long snap pour dégager ensuite le ballon.

Si l'équipe est placée profondément dans sa partie de terrain, la distance de 15 yards doit être raccourcie à 5 yards pour conserver le punter devant sa ligne d'en-but.
Le nombre « upbacks » et de « gunners » peut varier et chaque position peut être allouée à un tight end pour une protection maximale.

## Field goal formation
La plupart des de formation lors de field goal utilisent :
- 9 hommes de ligne (7 sur la ligne dont les 2 defensive ends très serrés de part et d'autre et deux hommes de ligne supplémentaires légèrement décalés des ends) ;
- 1 holder situé 7 à 8 yards derrière la ligne ;
- 1 kicker.

## Kickoff formation
Les formations lors d'un kickoff ressemblent généralement à une ligne de 10 hommes (9 si un holder est nécessaire) placée à un peu moins de 5 yards derrière le ballon. 
Beaucoup de Ligues obligent à ce qu'au moins 4 hommes soient situés de chaque côté du kicker avant le botté. Avant cela, à l'occasion des tentatives d'« onside kick » (petit coup de pied d'engagement sur le côté), on retrouvait les 10 hommes du même côté du kicker. 
En 2011, la NFL a institué une règle exigeant que les joueurs autres que le botteur ne s'alignent pas à plus de 5 yards en arrière du ballon avant le coup de pied. Cette règle a été instituée pour empêcher les joueurs de prendre un trop long élan avant le coup de pied, réduisant ainsi leur potentielle trop grande vitesse et l'impact des collisions sur le terrain.
En 2018, la NFL a encore modifié les règles permettant aux joueurs (autre que le kicker) de s'aligner à moins d'un yard derrière le ballon tout en obligeant de placer cinq joueurs de tart et d'autre du ballon. De chaque côté, deux joueurs doivent s'aligner à l'extérieur des chiffres (les yards inscrits sur le terrain) et deux autres doivent être alignés entre les chiffres et les lignes formées par les traits sur le terrain. 
En 2018, la NFL a également établi une règle concernant la formation de l'équipe qui reçoit, huit joueurs de cette équipe devant être alignés dans une zone large de 15 yards, cette zone débutant après la zone de retrait large de 10 yards calculée par rapport à la position du ballon.

## Kick return formation
Les formations sur un retour de kickoff varient : dans la plupart des situations, les onze joueurs sont dispersés sur le terrain, 
- 2 (rarement 1) kick returners pour les coups de pied profonds (proches de la ligne d'en-but) ;
- 2 autres kick returners placés à vingt yards devant les deux premiers cités pour des coups de pied moyens ;
- 2 autres kick returners situés environ en milieu de terrain principalement pour aider au blocage ;
- 5 joueurs situés au minimum à dix mètres de la ligne du coup de pied.

Dans les formations évidentes  d'« onside kick », plus de joueurs sont déplacés vers l'avant de la formation, généralement les meilleurs wide receivers et d'autres joueurs bons pour récupérer et attraper des balles au sol incontrôlées. Cette formation est connue sous le nom de « hands team » (équipe des mains). 
Un kick returner restera généralement en arrière en cas où l'équipe adverse effectuerait un de coup de pied profond inattendu dans cette situation.
Pour défendre contre les punts, la ligne défensive utilise généralement un système d'homme contre homme pour les sept joueurs de ligne défensive, deux cornerbacks, un linebacker et un kick returner. Ils peuvent choisir de tenter de bloquer le punt ou de reculer en protégeant le receveur par des blocs.